# Stade Marocain Rabat
Stade Marocain du Rabat – marokański klub piłkarski z siedzibą w stolicy kraju, Rabacie. W sezonie 2020/2021 gra w GNF 2.

## Opis
Klub został założony w 1919 roku. Trzykrotnie zdobywał mistrzostwo Maroka – odpowiednio w latach: 1927/1928, 1930/1931 i 1944/1945, także klub był raz drugi w sezonie 1963/1964. Zaś najlepszym wynikiem w pucharze Maroka był ćwierćfinał w 2018 roku. Swoje mecze klub rozgrywa na Stade Ahmed Achhoud, który może pomieścić 5000 widzów.